# Воґсей (острів)
Острів Воґсей (норв. Vågsøy) — острів у фюльке Сонг-ог-Ф'юране в Норвегії. Острів знаходиться у північній стороні входу до Нур-фіорда, шостого за величиною фіорду Норвегії в південній частині Норвезького моря. Із заходу від острову відкрите море, на деякій відстані з півночі острів межує з півостровом Стад, східніше острови Сілда та Бармоя і з півдня острів Гусеваґой.
Найбільший населений пункт на острові — місто Молей — адміністративний центр комуни Воґсей. У ньому розташований міст Молей, що з'єднує острів з материковою частиною Норвегії. Також на острові є населені пункти Раудеберг, Квалгайм, Лангенес, Рефвік, Вагсваг та Ведвік. Загальна чисельність населення на острові — 4 207 людей.